# Archidium minus
Archidium minus är en bladmossart som beskrevs av Jerry Allen Snider 1975. Archidium minus ingår i släktet Archidium och familjen Archidiaceae. Inga underarter finns listade i Catalogue of Life.